# Ciudades jardín en Estocolmo

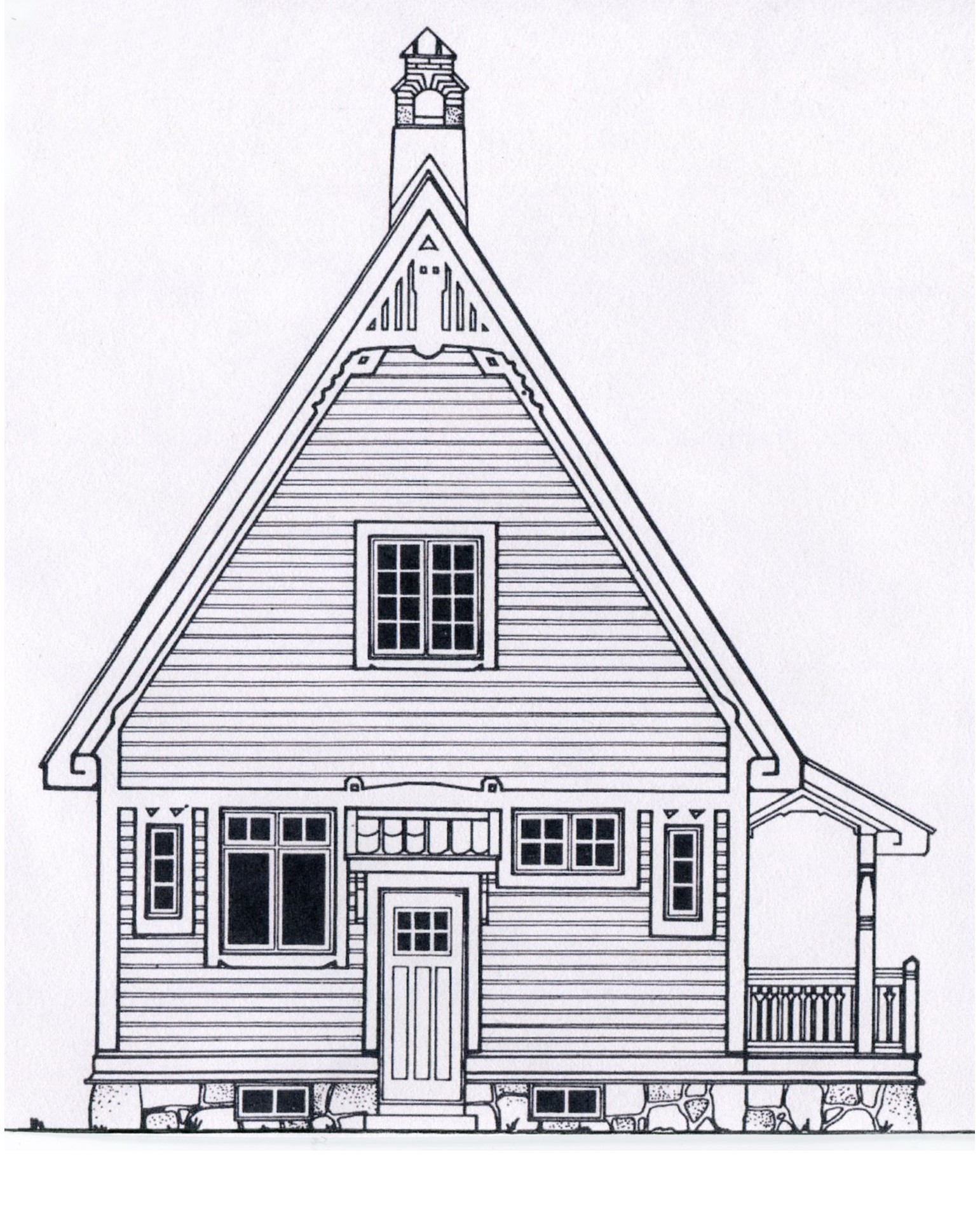
Una casa típica de la primera ciudad jardín de Estocolmo, la Ciudad Jardín de Enskede. Se exhibió en la Exposición de Arte e Industria de Estocolmo en 1909.

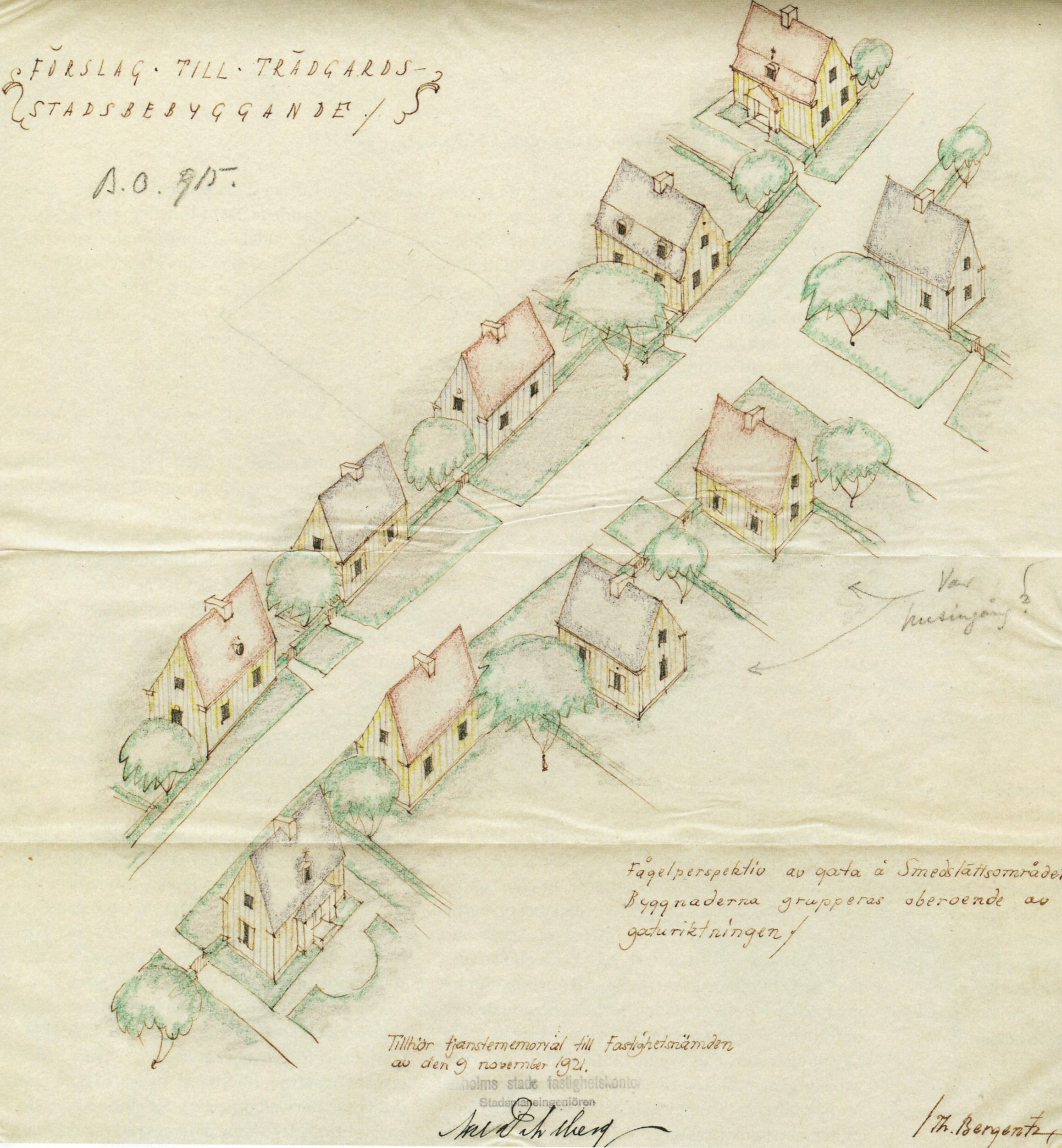
Propuesta para la construcción de una ciudad jardín en Smedslätten, firmada por Axel Dahlberg y Thure Bergentz en 1921.

La historia de las ciudades jardín de Estocolmo comenzó el 30 de marzo de 1904 cuando el ayuntamiento decidió adquirir la propiedad de la finca Enskede en la parroquia de Brännkyrka que comprende 606 hectáreas de tierra. Aquí es donde se construiría la ciudad jardín Enskede, la primera ciudad jardín de Estocolmo y Suecia. Las fuerzas impulsoras detrás del proyecto fueron el político y alcalde Carl Lindhagen, el ingeniero de la ciudad Herman Ygberg y el arquitecto de planificación Per Olof Hallman. El trasfondo era el bajo nivel de vivienda para las familias de clase trabajadora y la escasez de viviendas existentes a fines de la década de 1800, que, a pesar de la extensa construcción de edificios de apartamentos en el centro de la ciudad, no era suficiente.
El establecimiento de ciudades jardín en las afueras de Estocolmo era un programa social que crearía viviendas baratas y saludables para la clase trabajadora y los "menos acomodados" sin involucrar intereses privados con fines de lucro. Las parcelas fueron arrendadas y el crédito fue otorgado por el Fondo de Arrendamiento de Tierras de Estocolmo, mientras que la Junta de Propiedad de Tierras de la Ciudad de Estocolmo administró las áreas.
Las ciudades jardín de la ciudad tuvieron su apogeo en las décadas de 1920 y 1930, donde se construyeron (a menudo, autoconstruyeron) viviendas unifamiliares en grandes partes de las áreas exteriores de Estocolmo. Eventualmente, la ciudad elevó el nivel de las casas, que los autoconstructores no pudieron manejar. A mediados de la década de 1930, se construyeron villas cada vez más grandes y caras, que luego se vendieron llave en mano a una clase media rica. Por lo tanto, la idea original de vivienda social acabó desapareciendo. Södra Ängby es considerada como la última ciudad jardín de Estocolmo planeada por la oficina de bienes raíces.
La idea de la ciudad jardín de vivir a pequeña escala dentro de un espacio limitado con edificios de diferentes tamaños y una cierta gama de servicios se aplicó después de la Segunda Guerra Mundial en, entre otros lugares, Årsta.
Hoy en día, muchas ciudades jardín construidas en Estocolmo entre 1906 y 1940 están clasificadas por el Museo de la Ciudad de Estocolmo como edificios catalogados en la Ley de Medio Ambiente Cultural o protegidos por la Consejo Nacional de Patrimonio de Suecia como de interés nacional para la conservación del patrimonio cultural.